# Pršnica
Pršnica (lat. Lomelosia), biljni rod iz porodice kozokrvnica smješten u tribus Lomelosieae, dio potporodice Dipsacoideae.
Rodu pripada 63 vrste rasprostranjene osd zaspadnog Mediterana na istok do Himalaje i zapadnog Sibira. U Hrvatskoj rastu 4 vrste: srebrna, runjava, raskrečena i  travolistna pršnica.

## Vrste
1. Lomelosia albocincta (Greuter) Greuter & Burdet
2. Lomelosia alpestris (Kar. & Kir.) Soják
3. Lomelosia argentea (L.) Greuter & Burdet
4. Lomelosia aucheri (Boiss.) Greuter & Burdet
5. Lomelosia austroaltaica (Bobrov) Soják
6. Lomelosia balianii (Diratz.) Greuter & Burdet
7. Lomelosia bicolor (Kotschy ex Boiss.) Greuter & Burdet
8. Lomelosia brachiata (Sm.) Greuter & Burdet
9. Lomelosia brachycarpa (Boiss. & Hohen.) Soják
10. Lomelosia calocephala (Boiss.) Greuter & Burdet
11. Lomelosia camelorum (Coss. & Durieu) Greuter & Burdet
12. Lomelosia candollei (Wall. ex DC.) Soják
13. Lomelosia caucasica (M.Bieb.) Greuter & Burdet
14. Lomelosia cosmoides (Boiss.) Greuter & Burdet
15. Lomelosia crenata (Cirillo) Greuter & Burdet
16. Lomelosia cretica (L.) Greuter & Burdet
17. Lomelosia cyprica (Post) Greuter & Burdet
18. Lomelosia deserticola (Rech.f.) P.Caputo & Del Guacchio
19. Lomelosia divaricata (Jacq.) Greuter & Burdet
20. Lomelosia epirota (Halácsy & Bald.) Greuter & Burdet
21. Lomelosia esfandiarii (Jamzad) Ranjbar & Z.Ranjbar
22. Lomelosia flavida (Boiss. & Hausskn.) Soják
23. Lomelosia graminifolia (L.) Greuter & Burdet
24. Lomelosia gumbetica (Boiss.) Soják
25. Lomelosia hispidula (Boiss.) Greuter & Burdet
26. Lomelosia hololeuca (Bornm.) Greuter & Burdet
27. Lomelosia hymettia (Boiss. & Spruner) Greuter & Burdet
28. Lomelosia isetensis (L.) Soják
29. Lomelosia kurdica (Post) Greuter & Burdet
30. Lomelosia leucactis (Patzak) Soják
31. Lomelosia lycia (Stapf) Greuter & Burdet
32. Lomelosia macrochaete (Boiss. & Hausskn.) Soják
33. Lomelosia micrantha (Desf.) Greuter & Burdet
34. Lomelosia minoana (P.H.Davis) Greuter & Burdet
35. Lomelosia oberti-manettii (Pamp.) Greuter & Burdet
36. Lomelosia olgae (Albov) Soják
37. Lomelosia olivieri (Coult.) Greuter & Burdet
38. Lomelosia palaestina (L.) Raf.
39. Lomelosia paucidentata (Hub.-Mor.) Greuter & Burdet
40. Lomelosia persica (Boiss.) Greuter & Burdet
41. Lomelosia poecilocarpa (Rech.f.) P.Caputo & Del Guacchio
42. Lomelosia polykratis (Rech.f.) Greuter & Burdet
43. Lomelosia porphyroneura (Blakelock) Greuter & Burdet
44. Lomelosia prolifera (L.) Greuter & Burdet
45. Lomelosia pseudisetensis (Lacaita) Pignatti & Guarino
46. Lomelosia pseudograminifolia (Hub.-Mor.) Greuter & Burdet
47. Lomelosia pulsatilloides (Boiss.) Greuter & Burdet
48. Lomelosia reuteriana (Boiss.) Greuter & Burdet
49. Lomelosia rhodantha (Kar. & Kir.) Soják
50. Lomelosia rhodopensis (Stoj. & Stef.) Greuter & Burdet
51. Lomelosia roberti (Barratte) Greuter & Burdet
52. Lomelosia rotata (M.Bieb.) Greuter & Burdet
53. Lomelosia rufescens (Freyn & Sint.) Greuter & Burdet
54. Lomelosia schimperiana (Boiss. & Buhse) P.Caputo & Del Guacchio
55. Lomelosia simplex (Desf.) Raf.
56. Lomelosia songarica (Schrenk) Soják
57. Lomelosia speciosa (Royle) Soják
58. Lomelosia sphaciotica (Roem. & Schult.) Greuter & Burdet
59. Lomelosia stellata (L.) Raf.
60. Lomelosia sulphurea (Boiss. & A.Huet) Greuter & Burdet
61. Lomelosia transcaspica (Rech.f.) P.Caputo & Del Guacchio
62. Lomelosia ulugbekii (Zakirov) Soják
63. Lomelosia variifolia (Boiss.) Greuter & Burdet

## Sinonimi
- Callistemma (Mert. & W.D.J.Koch) Boiss.
- Scabiosiopsis Rech.f.
- Tereiphas Raf.
- Tremastelma Raf.
- Zygostemma Tiegh.